# Фосфорные удобрения

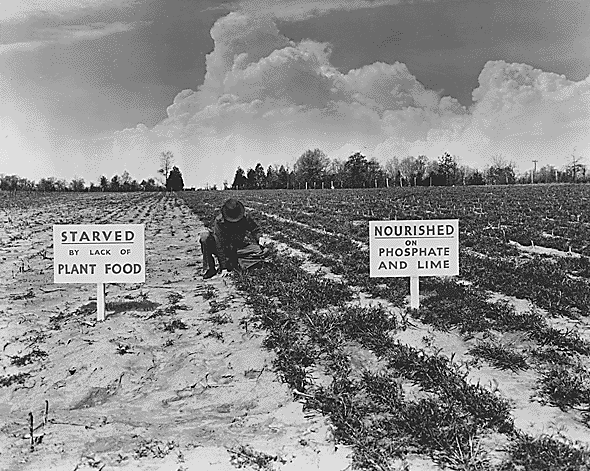
1942 год. Два сельхозучастка. Участок слева не удобрялся, на участке справа использовались фосфорные удобрения

Фо́сфорные удобре́ния — минеральные удобрения, кальциевые и аммониевые соли фосфорной кислоты.

## Виды
К фосфорным удобрениям относятся: 
- суперфосфат
- двойной суперфосфат
- аммофос
- диаммофос
- ортофосфат
- метафосфат калия
- преципитат
- томасшлак
- фосфоритная мука
- костяная мука и др.

## Необходимость для растений
Фосфор входит в NPK-триаду элементов (азот, фосфор, калий), внесение которых заметно повышает урожайность (открытие Либиха, 1840 г). В отличие от С, О, Н и S, резервуар которых для растений, как правило, не ограничен, элементы NPK-триады вместе или по отдельности, являются лимитирующим фактором роста биомассы в  агро- и природных  экосистемах. Баланс привноса и выноса этих элементов в экосистему задает биомассу экосистемы, кроме тех случаев, когда лимитирующими факторами являются освещенность, влажность, температура и т. п.  Некоторые растения содержат до 1,6 % фосфора, в перерасчёте на P2O5. Фосфор входит в состав ряда универсальных для всего живого органических соединений, таких как ДНК, РНК, НАДФ, АТФ, фосфолипиды. Недостаток фосфора даже при избытке К и N замедляет или  вовсе останавливает рост растительных и животных организмов. В случае простейших одноклеточных организмов рост замедляется или останавливается  без патологий. В случае высших растений и животных, для которых онтогенез (индивидуальное развитие) происходит в строгих временных рамках, недостаток фосфорного питания вызывает различные, часто фатальные патологии.

## Зафосфачивание почв
Фосфорные удобрения можно условно разделить на две группы: "быстрые", легко растворимые и "медленные", плохо растворимые. "Быстрые" фосфаты (аммофос, диаммофос, двойной суперфосфат, суперфосфат) дают быстрый эффект, форсированно повышая урожай. При этом значительная доля фосфора вымывается почвенными водами в подпочвенные породы, смывается во время ливней и далее теряется в речной сети. Таким образом, фосфор теряется, минуя урожай. В то же время часть фосфора переходит в неподвижную форму Ca3(PO4)2. Особенно сильно этот процесс идет в богатых кальцием почвах, а также при изменении кислотности почв. Такой процесс называется зафосфачиванием почв. У аграриев он считается нежелательным в связи с потерями урожайности. При этом качество почвы не теряется. Наоборот, с точки зрения ограниченности мировых запасов фосфатов, использование "быстрых" фосфатов можно считать варварским использованием природных ресурсов.
"Медленные" фосфаты, такие как фосфоритная мука, костная мука не дают форсированных урожаев. Действие таких удобрений растягивается на десятилетия, давая малый, но долгосрочный эффект. Тот же эффект дают и потерявшие подвижность фосфаты, образующиеся в процессах зафосфачивания. Важным плюсом использования "медленных" удобрений является полное, без потерь использование полезного компонента: фосфор постепенно поступает в почвенный раствор и весь усваивается растениями. "Медленные" фосфорные удобрения содержат меньшую долю фосфора, чем "быстрые" суперфосфаты, зато существенно  дешевле, не требуют сложных технологических процессов производства, потери фосфора при их производстве минимальны. Например, фосфоритная мука является фактически измельченной фосфоритовой рудой. Тем не менее, в современной сельскохозяйственной практике "медленные" удобрения почти не применяются, поскольку с глобальной точки зрения массовое использование "медленных" фосфатов неизбежно приведет к массовому  голоду. Использование фосфоритной муки ограничено ещё и по той причине, что фосфориты, как правило, содержат много токсичных и радиоактивных Cd, U, Th, которые при производстве суперфосфатов уходят в фосфогипс. Тем не менее, фосфоритная мука разрешена к использованию в таких странах, как ЕС, Австралия, Индия.

## Запасы фосфорного сырья
В качестве удобрений используются фосфорные руды и продукты их переработки. Сырьём для фосфорных удобрений служат фосфориты и апатит Ca5(PO4)3(Сl,F,OH).
В Российской Федерации крупнейшее месторождение фторапатитов находятся в Хибинах (Кольский полуостров). Мощность рудного тела — 200 метров, запасы 564 млн.т. Р2О5. В резерве месторождения фосфоритов в Кировской области (273 млн.т.), Бурятии (109 млн.т.), Республике Якутия-Саха (86 млн.т.), Брянской (56 млн.т.), Иркутской (43 млн.т.), Московской (31 млн.т.) областях и Красноярском крае (27 млн.т.).
В отличие от азота, атмосферные запасы которого неисчерпаемы и калия, который в принципе может добываться не только из сильвинитовых залежей, но и из калиевых полевых шпатов, запасы фосфора ограничены. В настоящее время по оценкам Геологической Службы США  70% мировых запасов фосфорного сырья сосредоточены в фосфоритовых месторождениях Марокко. В Российской Федерации (1,8% мировых запасов) в настоящее время разрабатывается только апатитовое сырье Хибинского месторождения. Добыча в РФ около 4,3% от мировой. При современном уровне добычи запасы фосфатов в РФ будут исчерпаны к 2075 г. В мире по разным оценкам фосфатное сырье полностью закончится через 80-200 лет (отсчёт от 2011 г), после чего жесточайший голод сократит население планеты до 2,5 млрд человек.